# Ronald Wright

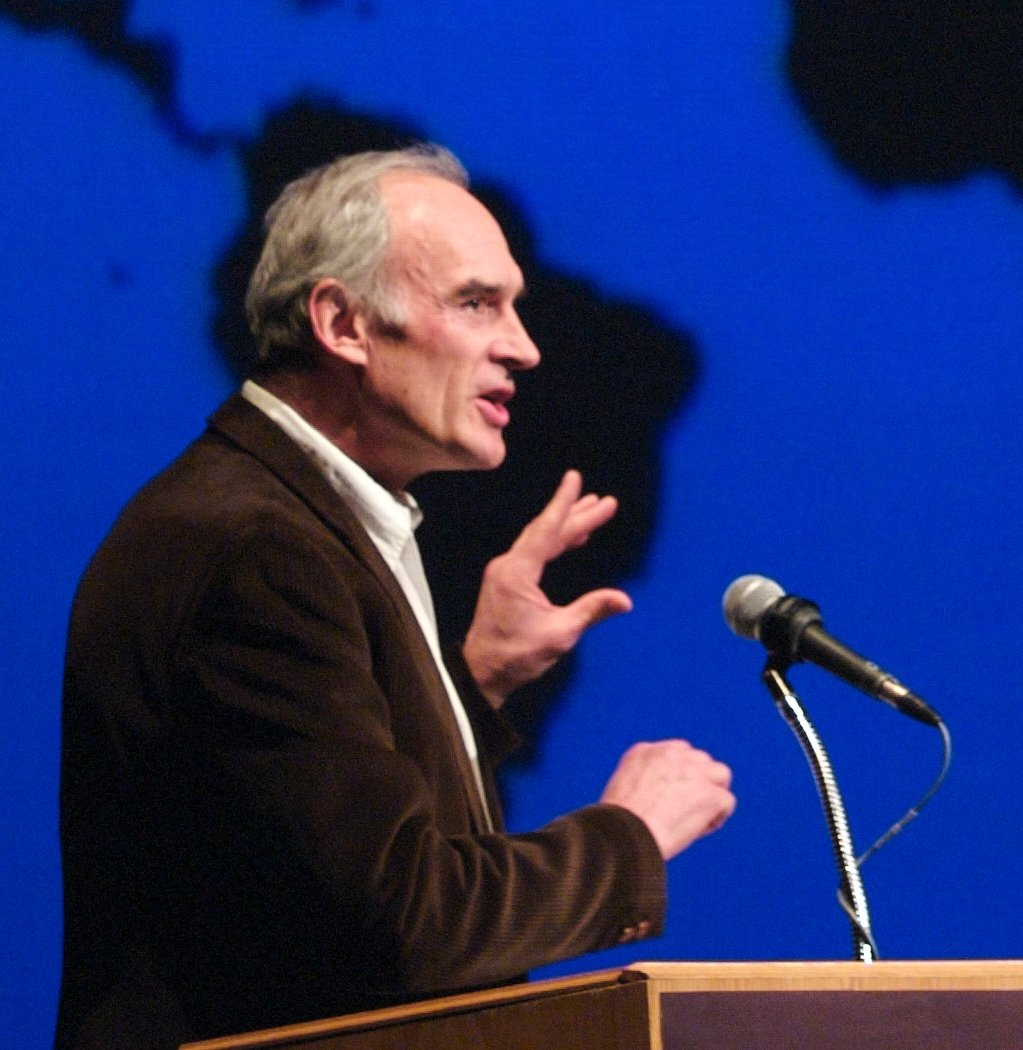
Wright in 2007

Ronald Wright (1948, Londen) is een meermaals bekroonde Canadese schrijver van reisverhalen, geschiedenisboeken en fictie. 
In het Nederlandstalig taalgebied is zijn bekendste werk Kleine geschiedenis van de vooruitgang, waarin hij 10.000 jaar menselijke beschaving beschrijft. 

### Novelles
- A Scientific Romance, 1998, Vintage Canada
- Henderson's Spear, 2002, Vintage Canada

### Non-fictie
- Cut Stones and Crossroads: A Journey in Peru, 1984, Penguin Books
- On Fiji Islands, 1986, Penguin Books
- Time Among the Maya, 1990, Penguin Books
- Stolen Continents: The "New World" Through Indian Eyes, 1992, Penguin Books
- Home and Away, 1994, Vintage Canada
- A Short History of Progress, 2004, Anansi Press (Nederlandse vertaald als "Kleine geschiedenis van de vooruitgang")
- What is America?: A Short History of the New World Order, 2008, Knopf Canada

## Prijzen
- 1986 Canadian Science Writers' Association Award, voor "The Lamanai Enigma"
- 1990 Shortlist, Trillium Book Award, voor Time Among the Maya
- 1991 CBC Literary Award, voor "Going to the Wall"
- 1992 Nominated, Auteur van het jaar, CBA Libris Award, voor Stolen Continents
- 1993 Gordon Montador Award, voor Stolen Continents
- 1995 Globe and Mail Editor's Choice, voor A Scientific Romance
- 1996 Eredoctoraat, University of Calgary
- 1997 The David Higham Fiction Prize voor A Scientific Romance
- 1998 Sunday Times (UK) Boek van het jaar, voor A Scientific Romance
- 2005 Non-Fiction Boek van het jaar, CBA Libris Award, voor A Short History of Progress